# Kanton Carcassonne-Est
Kanton Carcassonne-Est (fr. Canton de Carcassonne-Est) je francouzský kanton v departementu Aude v regionu Languedoc-Roussillon. Skládá se z osmi obcí.

## Obce kantonu
- Berriac
- Carcassonne (východní část)
- Cavanac
- Cazilhac
- Couffoulens
- Leuc
- Mas-des-Cours
- Palaja